# Palea steindachneri
La tartaruga dal guscio molle dal collo caruncolato (Palea steindachneri Siebenrock, 1906), unica specie del genere Palea Meylan, 1987, è una tartaruga d'acqua dolce della famiglia dei Trionichidi.

## Descrizione
Il carapace ovale (più lungo che largo e che può raggiungere la lunghezza di 42,6 cm), negli esemplari giovani, presenta numerose file longitudinali di piccoli tubercoli, ma diventa sempre più liscio con l'età. Negli adulti è di colore uniforme marrone, marrone oliva o grigio marrone. Il piastrone è giallo, color crema e grigiastro. La testa e le zampe sono verde oliva o marroni.

## Distribuzione e habitat
La specie è diffusa in Cina, da Guangdong, Guangxi e isola di Hainan fino al Vietnam settentrionale. È stata, tuttavia, introdotta in altri luoghi ed ora si è stabilita con successo sulle isole hawaiiane di Kauai e Oahu e a Mauritius.
Nelle Hawaii questa tartaruga vive nelle paludi e nei canali di drenaggio. In Cina, nella regione del Tonchino, si spinge fino a 1500 m di altitudine.

## Biologia
I pochi dati inerenti alla biologia di questa specie sono quelli riportati da McKeown e Webb. Nelle Hawaii la nidificazione ha luogo probabilmente in giugno e la schiusa delle uova verso la fine di agosto o in settembre. Ogni covata è composta da 3-28 uova sferiche (di 22 mm di diametro) dal guscio fragile. I piccoli hanno carapaci rotondi (di 54–58 mm) marrone aranciato con macchie nere sparse. Le file longitudinali di tubercoli sul carapace sono prominenti, così come le strisce scure sulla testa e la striscia gialla sul collo.
Sia gli esemplari giovani che gli adulti sono prevalentemente carnivori. Le tartarughe presenti allo zoo di Honolulu vengono nutrite con pesci, manzo crudo, carne di cavallo, pezzi di pollo, topi, grilli, crostacei, molluschi, anfibi e alcune sostanze vegetali. Gli adulti sono quasi sempre sedentari, mentre i giovani si avventurano talvolta sulla terraferma.